# Chnodomar
Chnodomar – król Alemanów. 
W 350 r. n.e. najechał łupieżczo Galię, ale został pokonany i wzięty do niewoli przez Juliana Apostatę (wówczas cezara), po bitwie pod Argentoratum w 357 r. n.e.